# Campeonato Chileno de Futebol de 1995
O Campeonato Chileno de Futebol de 1995 (oficialmente Campeonato Nacional de Fútbol Profesional de la Primera División de Chile) foi a 63ª edição do campeonato do futebol do Chile. Os 16 clubes jogam todos contra todos, sendo o primeiro colocado campeão. Os dois últimos colocados são rebaixados diretamente para a Campeonato Chileno de Futebol - Segunda Divisão. O campeão e o ganhador da ligilla entre o vice, 3º, 4º e 5º lugar se classificam para a Copa Libertadores da América de 1996.

## Participantes
| Equipe                                        | Cidade        | Região                           | No ano anterior                                                     | Estádio                                | Capacidade | Títulos                                           | Participações |
| --------------------------------------------- | ------------- | -------------------------------- | ------------------------------------------------------------------- | -------------------------------------- | ---------- | ------------------------------------------------- | ------------- |
| Club Social y Deportivo Colo-Colo             | Macul         | Região Metropolitana de Santiago | Quarto Lugar                                                        | Estádio Monumental David Arellano      | 47.017     | 20 (Último em 1993)                               | 63            |
| Unión Española                                | Independencia | Região Metropolitana de Santiago | Sétimo Lugar                                                        | Estádio Santa Laura                    | 22.375     | 5 (1943, 1951, 1973, 1975, 1978)                  | 62            |
| Club Deportivo Universidad Católica           | Las Condes    | Região Metropolitana de Santiago | Vice Campeão                                                        | Estádio San Carlos de Apoquindo        | 20.000     | 7 (1949, 1954, 1961, 1966, 1984,1987)             | 54            |
| Club de Deportes Cobreloa                     | Calama        | Região de Antofagasta            | Quinto Lugar                                                        | Estádio Municipal de Calama            | 12.000     | 5 (1980, 1982, 1985, 1988, 1992)                  | 18            |
| Corporación Deportiva Everton de Viña del Mar | Viña del Mar  | Província de Valparaíso          | Décimo Lugar                                                        | Estádio Sausalito                      | 25.000     | 3 (1950, 1952, 1976)                              | 49            |
| O'Higgins Fútbol Club                         | Rancagua      | Região de O'Higgins              | Terceiro Lugar                                                      | Estádio El Teniente                    | 14.550     | 0 (não possui)                                    | 37            |
| Club de Deportes La Serena                    | La Serena     | Região de Coquimbo               | Décimo Segundo Lugar                                                | Estádio La Portada                     | 18.500     | 0 (não possui)                                    | 28            |
| Club Deportivo Palestino                      | La Cisterna   | Região Metropolitana de Santiago | Décimo Primeiro Lugar                                               | Estádio Municipal de La Cisterna       | 12.000     | 2 (1955, 1978)                                    | 40            |
| Club Universidad de Chile                     | Santiago      | Região Metropolitana de Santiago | Campeão                                                             | Estádio Nacional de Chile              | 55.100     | 8 (1940, 1959, 1962,1964, 1965, 1967, 1969, 1994) | 56            |
| Club de Deportes Coquimbo Unido               | Coquimbo      | Região de Coquimbo               | Décimo Terceiro Lugar                                               | Estádio La Pampilla                    | ---        | 0 (não possui)                                    | 12            |
| Club de Deportes Antofagasta                  | Antofagasta   | Região de Antofagasta            | Nono Lugar                                                          | Estádio Regional de Antofagasta        | 26.339     | 0 (não possui)                                    | 16            |
| Club de Deportes Temuco                       | Temuco        | Região de Araucanía              | Oitavo Lugar                                                        | Estádio Municipal Germán Becker        | 20.930     | 0 (não possui)                                    | 22            |
| Club Deportivo Provincial Osorno              | Osorno        | Região de Los Lagos              | Décimo Quarto Lugar                                                 | Estádio Municipal Rubén Marcos Peralta | 12.000     | 0 (não possui)                                    | 4             |
| Club de Deportes Regional Atacama             | Copiapó       | Região de Atacama                | Quinto Lugar                                                        | Estádio Luis Valenzuela Hermosilla     | 8.000      | 0 (não possui)                                    | 5             |
| Club Social y de Deportes Concepción          | Concepción    | Região de Bío-Bío                | Acesso pelo Campeonato Chileno de Futebol de 1994 - Segunda Divisão | Estádio Municipal de Concepción        | 35.000     | 0 (não possui)                                    | 25            |
| Club Deportivo Huachipato                     | Talcahuano    | Região de Bío-Bío                | Acesso pelo Campeonato Chileno de Futebol de 1994 - Segunda Divisão | Estádio Las Higueras                   | -----      | 1 (1974)                                          | 22            |

## Campeão
| Campeão Chileno 1995                                     |
| -------------------------------------------------------- |
| Club Universidad de Chile (Santiago) (9º título) Campeão |